# Форначе Латерици е Инд. Итико-Конз. (Агриђенто)
Форначе Латерици е Инд. Итико-Конз. је насеље у Италији у округу Агриђенто, региону Сицилија.
Према процени из 2011. у насељу је живело 36 становника. Насеље се налази на надморској висини од 61 м.